# Titanic (Lied)
Titanic ist ein Popsong des österreichischen Sängers Falco. Das Stück befindet sich auf dem 1992 erschienenen Album Nachtflug. Die Single erreichte Platz 3 in den österreichischen Charts und hielt sich 18 Wochen. In Deutschland erreichte der Titel Platz 47.

## Hintergrund
Die Musik stammt vom Produzentenduo Rob und Ferdi Bolland, der Text kommt ausschließlich von Falco. Das Video zu Titanic, das Falco als „Kapitän“ zeigt, wurde in einer (heute nicht mehr existenten) großen Halle in Wien von DoRo Produktion gedreht.
Falco meinte in einem Interview 1992, dass die Titanic wahrscheinlich nicht an Erfolge wie Rock Me Amadeus anschließen werde, der Song allerdings ein kräftiges Lebenszeichen von ihm sein werde. Außerdem wollte er mit Titanic die Gesellschaft, die glaubt, dass ihr im Fallen die Flügel wachsen, kritisch thematisieren.

## Sonstiges
Fälschlicherweise wird auf dem Nachtflug-Cover und diversen Samplern eine Spielzeit von 3:56 angegeben, tatsächlich beläuft sich diese auf 3:33 Minuten.
Im Video wird der Refrain auf Englisch gesungen, um wieder amerikanische Hörer anzulocken, auf dem Album auf Deutsch. Weitere Singleauskoppelungen des Albums Nachtflug (Nachtflug, Dance Mephisto) waren weit weniger erfolgreich.
Das Nachtflug-Album wurde 2012 in einer Remastered-Version erneut veröffentlicht. Auf diesem befinden sich zahlreiche Remixe des Liedes Titanic, unter anderem auch die englische Video-Version.